# Deštné (Jakartovice)
Deštné (deutsch Dorfteschen) ist ein Gemeindeteil von Jakartovice (deutsch Eckersdorf) im Bezirk Opava in Tschechien.
Dorfteschen liegt circa einen Kilometer südlich von Jakartovice und ist über die Landstraße 46 zu erreichen.

## Geschichte
Nach dem Münchner Abkommen im September 1938 wurde Dorfteschen dem Deutschen Reich zugeschlagen und gehörte bis 1945 zum Landkreis Bärn.
Die deutschen Bewohner wurden 1945 enteignet und vertrieben.

## Weblinks

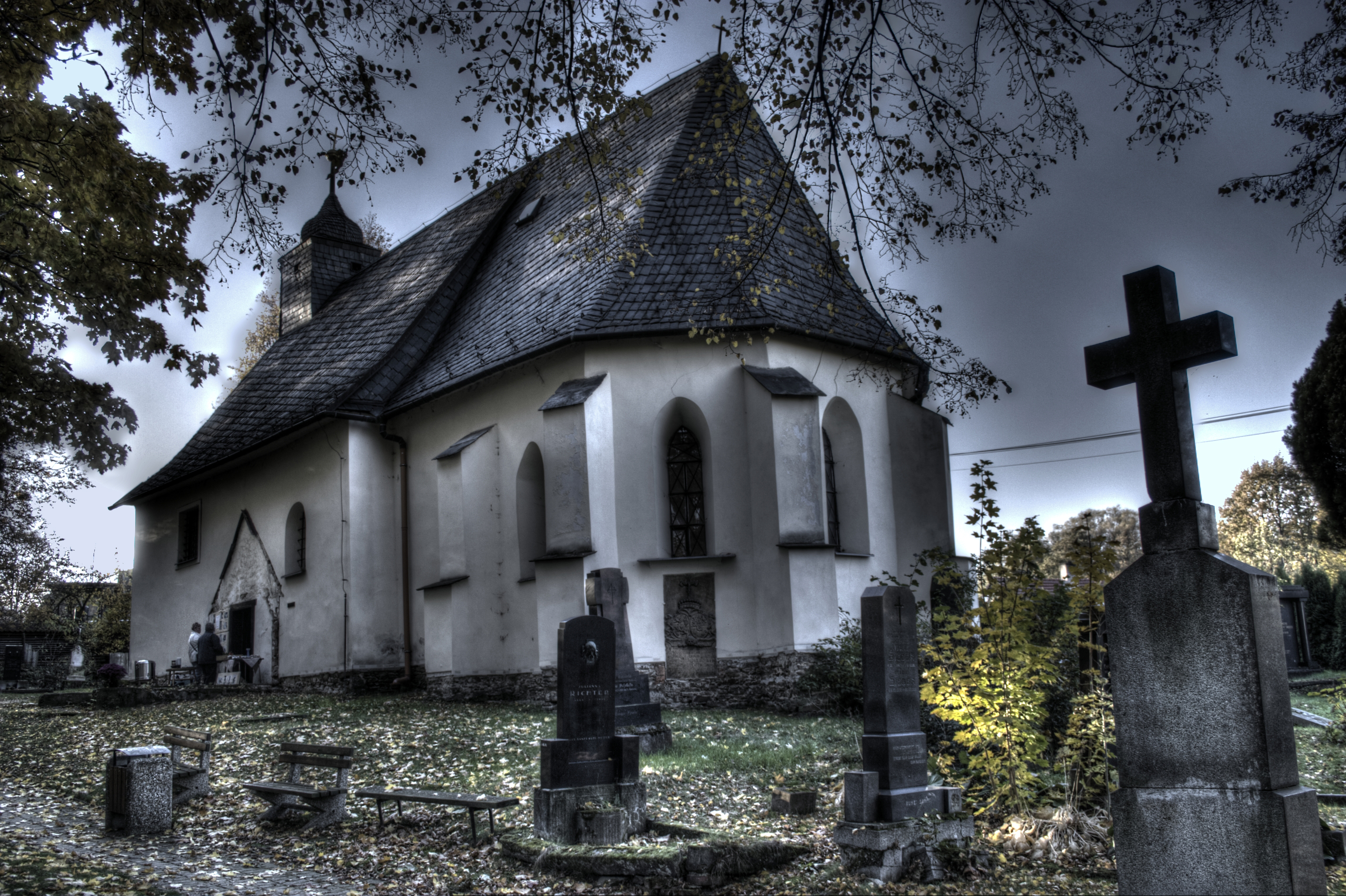
Marienkirche in Dorfteschen

## Sehenswürdigkeiten
- Marienkirche, Kulturdenkmal